# Persone di cognome Larsson
| Questa pagina contiene informazioni ricavate automaticamente dalle voci biografiche con l'ausilio del template Bio e di un bot. L'aggiornamento è periodico e automatico e ricostruisce completamente la pagina. Se manca una persona in questa lista, sei pregato di non aggiungerla, ma accertati piuttosto che la sua voce biografica contenga il template Bio e che i dati anagrafici siano correttamente compilati. Se il template Bio manca, inseriscilo tu stesso o, in alternativa, metti l'avviso {{tmp\|Bio}} che ne segnala la mancanza. Se i dati riportati sono sbagliati, correggi direttamente la voce biografica; le modifiche saranno visibili in questa lista entro pochi giorni. Per chiarimenti vedi il progetto antroponimi. La lista contiene solo le 67 persone che sono citate nell'enciclopedia e per le quali è stato implementato correttamente il template Bio. Pagina aggiornata al 7 ago 2025. |

Questa è una lista di persone presenti nell'enciclopedia che hanno il cognome Larsson, suddivise per attività principale.

## Allenatori di calcio(2)
- Henrik Larsson, allenatore di calcio e ex calciatore svedese (Helsingborg, n. 1971)
- Peter Larsson, allenatore di calcio e ex calciatore svedese (Nässjö, n. 1961)

## Allenatori di pallacanestro(1)
- Håkan Larsson, allenatore di pallacanestro e ex cestista svedese (Gällivare, n. 1974)

## Allenatrici di tennis(1)
- Johanna Larsson, allenatrice di tennis e ex tennista svedese (Boden, n. 1988)

## Artiste(1)
- Karin Bergöö Larsson, artista e designer svedese (Örebro, n. 1859 - Södermanland, † 1928)

## Bassisti(1)
- Fredrik Larsson, bassista svedese (Lindome, n. 1974)

## Calciatori(16)
- Eric Larsson, calciatore svedese (Gävle, n. 1991)
- Jake Larsson, calciatore svedese (n. 1999)
- Jordan Larsson, calciatore svedese (Rotterdam, n. 1997)
- Bo Larsson, calciatore svedese (Malmö, n. 1944 - Malmö, † 2023)
- Daniel Larsson, ex calciatore svedese (Göteborg, n. 1987)
- Hugo Larsson, calciatore svedese (Svarte, n. 2004)
- Johan Larsson, calciatore svedese (Kinna, n. 1990)
- Lars Larsson, calciatore svedese (Trelleborg, n. 1962 - Malmö, † 2015)
- Lennart Larsson, ex calciatore svedese (Stoccolma, n. 1953)
- Max Larsson, calciatore svedese (n. 2003)
- Peter Larsson, ex calciatore svedese (Halmstad, n. 1984)
- Sam Larsson, calciatore svedese (Göteborg, n. 1993)
- Sebastian Larsson, ex calciatore svedese (Eskilstuna, n. 1985)
- Stefan Larsson, ex calciatore e allenatore di calcio svedese (Storfors, n. 1983)
- Sven-Gunnar Larsson, ex calciatore svedese (n. 1940)
- Victor Larsson, calciatore svedese (n. 2000)

## Calciatrici(1)
- Mimmi Larsson, calciatrice svedese (n. 1994)

## Canoisti(1)
- Helge Larsson, canoista svedese (Stoccolma, n. 1916 - Stoccolma, † 1971)

## Cantanti(2)
- Caroline Larsson, cantante svedese (Askims församling, n. 1986)
- Stiko Per Larsson, cantante svedese (Leksands församling, n. 1978)

## Cantautori(1)
- Joey Tempest, cantautore, compositore e musicista svedese (Upplands Väsby, n. 1963)

## Cantautrici(1)
- Zara Larsson, cantautrice svedese (Solna, n. 1997)

## Cestiste(1)
- Christine Larsson, ex cestista svedese (Norrköping, n. 1964)

## Cestisti(2)
- Jonas Larsson, ex cestista svedese (Älvsered, n. 1971)
- Pelle Larsson, cestista svedese (Nacka, n. 2001)

## Ciclisti su strada(1)
- Gustav Larsson, ex ciclista su strada svedese (Gemla, n. 1980)

## Discobole(1)
- Sofia Larsson, discobola svedese (n. 1988)

## Filosofi(1)
- Hans Larsson, filosofo e saggista svedese (Klagstorp, n. 1862 - Lund, † 1944)

## Fondisti(7)
- Mats Larsson, ex fondista svedese (Vansbro, n. 1980)
- Erik Larsson, fondista svedese (Kiruna, n. 1912 - Kiruna, † 1982)
- Gunnar Larsson, ex fondista svedese (n. 1944)
- Lennart Larsson, fondista svedese (Granbergsträsk, n. 1930 - Skellefteå, † 2021)
- Martin Larsson, ex fondista svedese (n. 1979)
- Per-Erik Larsson, fondista svedese (Oxberg, n. 1929 - Mora, † 2008)
- Peter Larsson, fondista svedese (Luleå, n. 1978)

## Hockeisti su ghiaccio(2)
- Erik Larsson, hockeista su ghiaccio svedese (Stoccolma, n. 1905 - Stoccolma, † 1970)
- Adam Larsson, hockeista su ghiaccio svedese (Skellefteå, n. 1992)

## Lottatori(1)
- Anders Larsson, lottatore svedese (Varberg, n. 1892 - Göteborg, † 1945)

## Mezzofondiste(1)
- Anna Larsson, mezzofondista svedese (n. 1922 - † 2003)

## Musicisti(1)
- Johan Larsson, musicista svedese (Göteborg, n. 1974)

## Nuotatori(3)
- Dan Larsson, ex nuotatore svedese (n. 1958)
- Göran Larsson, nuotatore svedese (Uppsala, n. 1932 - Haninge, † 1989)
- Gunnar Larsson, ex nuotatore svedese (Malmö, n. 1951)

## Nuotatrici(2)
- Kristina Larsson, ex nuotatrice svedese (Malmö, n. 1944)
- Karin Larsson, nuotatrice svedese (Malmö, n. 1941 - † 2019)

## Ostacolisti(1)
- Rune Larsson, ostacolista e velocista svedese (Stoccolma, n. 1924 - Stoccolma, † 2016)

## Pallamanisti(1)
- Andreas Larsson, ex pallamanista svedese (n. 1974)

## Pallanuotisti(1)
- Bo Larsson, pallanuotista svedese (Svedvi, n. 1927 - Västerås, † 1977)

## Pesisti(1)
- Kent Larsson, ex pesista svedese (Östersund, n. 1963)

## Pittori(1)
- Carl Larsson, pittore e illustratore svedese (Stoccolma, n. 1853 - Falun, † 1919)

## Politici(1)
- Yngve Larsson, politico svedese (Sundsvall, n. 1881 - Stoccolma, † 1977)

## Schermidori(1)
- Lars-Erik Larsson, ex schermidore svedese (Stoccolma, n. 1944)

## Sciatori alpini(2)
- Markus Larsson, ex sciatore alpino svedese (Kil, n. 1979)
- Albin Larsson, sciatore alpino svedese (n. 2004)

## Scrittori(2)
- Björn Larsson, scrittore e francesista svedese (Jönköping, n. 1953)
- Stieg Larsson, scrittore, giornalista e critico letterario svedese (Skellefteå, n. 1954 - Stoccolma, † 2004)

## Scrittrici(1)
- Åsa Larsson, scrittrice svedese (Uppsala, n. 1966)

## Siepisti(1)
- Lars Larsson, siepista svedese (Lidingö, n. 1911 - † 1993)

## Tennisti(1)
- Magnus Larsson, ex tennista svedese (Olofström, n. 1970)

## Tiratori di fune(1)
- Erik Larsson, tiratore di fune svedese (Axberg, n. 1888 - Stoccolma, † 1934)

## Velocisti(1)
- Henrik Larsson, velocista svedese (n. 1999)